# Edremite (Vã)
Edremite (em turco: Edremit; em curdo: Artemêt; em armênio: Արտամէտ; romaniz.: Artamet) é um município e distrito da área metropolitana e província de Vã, Turquia. O distrito tem 515 km² de área e em dezembro de 2021 tinha 128 555 habitantes (densidade: 249,6 hab./km²), dos quais 128 555 na capital de Edremite. Na reorganização de 2013, parte do antigo distrito central de Vã foi anexado em Edremite.

## Nome
O nome armênio para Edremite é Artamete/Artamede (Արտամէտ /Արտամէդ, Artamet ou Artamed), que é tradicionalmente associado ao nome da deusa grega Ártemis. Em várias fontes históricas, o assentamento também foi chamado de Artamate, Artâmida ou Avã ('pequena cidade' em armênio), enquanto sua fortaleza foi chamada de Zarde. Alguns autores identificam o assentamento com o local conhecido como Artaxesiã ou Artavaniã Avã ("cidade de Artaxias" ou "cidade de Artabanes"), embora, segundo Tadevos Hakobyan, isso seja incorreto. O historiador armênio medieval Tomás Arzerúnio, referindo-se a uma tradição popular, escreve que Artamete significa 'entrada de Artaxias' ou 'entrada de Artabanes', como se fosse composto da primeira parte desses nomes e da palavra armênia mutk, "entrada".
De acordo com outra interpretação, baseada na forma Artamate, o nome significa 'Artaxias veio', como se a terminação fosse a raiz da palavra persa āmadan, "vir". Em outra fonte, alega-se que Edremite deve ser identificado com o assentamento de Alniuni mencionado em inscrições urartianas. Edremite também foi chamado de Sarmansuiu em séculos posteriores, por causa do canal de Menua, popularmente conhecido como canal de Xamirã ou Xanrã, que atravessa a cidade. A forma Edremite aparece jno século XVII, na obra de Evliya Çelebi.

## História
O local da cidade de Artamete foi colonizado desde os tempos antigos. Na época do Reino de Urartu, o canal de Menua foi construído através do atual distrito de Edremite e passa pela cidade. Muitas das inscrições urartianas que marcam o canal estão localizadas no distrito de Edremite e ele continuou a irrigar os jardins férteis do distrito até o século XIX. O assentamento serviu como residência de verão para os reis armênios da Antiguidade. Dentro do Reino da Armênia, Artamete estava localizado no distrito de Tospitis (de acordo com outras fontes, distrito de Eruandúnia) da província de Vaspuracânia. O historiador armênio medieval Tomás Arzerúnio afirma que Artamete foi fundada por Artaxias I (r. 186–160 a.C.) para sua rainha Satenique. Artamete era o local de um templo à deusa Anaíte (associada a Ártemis no Período Helenístico); após a cristianização da Armênia, o templo foi transformado numa igreja. Até o final do século VIII, Artamete foi uma das posses da família Restúnio. Depois, foi propriedade da família Arzerúnio. Artamete cresceu significativamente sob o Reino de Vaspuracânia governado pelos Arzerúnios, tornando-se uma cidade; Tadevos Hakobyan estima sua população naquela época em mais de 10 mil.
Antes da Primeira Guerra Mundial, Edremite ainda era às vezes chamada de cidade ou vila rural, mas era, naquele momento, um assentamento relativamente pequeno. Pouco restou da cidade velha, pois novas casas foram construídas usando os materiais de construção das estruturas mais antigas. Na primeira metade do século XIX, era habitada por 500 famílias, das quais 400 eram armênias e o restante, turcas. No início do século XX, os turcos eram mais numerosos do que os armênios. Naquela época, o assentamento supostamente tinha uma população de 400 turcos e 200 armênios. Os habitantes armênios viviam na parte central do assentamento, enquanto os turcos viviam principalmente nas áreas de jardinagem periféricas.
O canal de Menua (alternativamente, a estrada que conecta Vã e Guevaxe) dividia as partes armênia e turca do assentamento. Durante os massacres hamidianos de 1894-1896, a população armênia foi roubada. Outra fonte estima que a população do assentamento antes da Primeira Guerra Mundial era de 720 armênios (130 famílias) e 2 400 curdos (420 famílias). A maioria dos habitantes armênios de Edremite foram mortos durante o genocídio armênio iniciado em 1915. Alguns deles participaram da Resistência de Vã e então seguiram o exército russo em retirada e chegaram à Armênia russa. Em 9 de novembro de 2011, um terremoto de magnitude 5,9 ocorreu em Edremite.

## Marcos históricos
Os marcos históricos na cidade de Edremite e seus arredores incluem os restos de uma antiga fortaleza, várias igrejas, mosteiros e santuários, vários edifícios e inscrições cuneiformes urartianas, nomeadamente as do canal de Menua. Os restos das paredes de uma antiga fortaleza e as ruínas de quatro igrejas armênias posteriores foram preservadas na cidade. A mais antiga das igrejas armênias foi provavelmente construída no século XIII. A Igreja da Santa Mãe de Deus (Surb Astvacacin), de frente para o lago de Vã, era particularmente proeminente com sua posição elevada na antiga parte armênia da cidade. Uma igreja ortodoxa grega também existia em Edremite.

## Economia
Historicamente, uma das principais atividades econômicas dos habitantes de Edremite era a jardinagem. Seus pomares de frutas e bosques de nogueiras eram irrigados pelas águas do canal de Menua, que passa pelo assentamento. Era especialmente famoso por suas maçãs doces, que eram exportadas para Vã e outros assentamentos por barco. A população também se dedicava à agricultura e, em menor grau, à pesca, ao comércio local e ao artesanato. Desde a década de 1970, a agricultura se tornou comparativamente menos importante para o distrito de Edremite, enquanto serviços, indústria e comércio se desenvolveram. Hoje, muitas casas de chá e restaurantes existem em Edremite, que é um destino popular para os moradores de Vã que buscam deixar a cidade durante os verões quentes.

## Composição
O distrito de Guevaxe é formado por 42 bairros (almofalas; muhalle):
- Aquem (Akın)
- Andache (Andaç)
- Aiazepenar (Ayazpınar)
- Bacajeque (Bakacık)
- Baquenle (Bakımlı)
- Caierbaxe (Çayırbaşı)
- Cavurma (Kavurma)
- Queiejaque (Kıyıcak)
- Coclu (Köklü)
- Copruler (Köprüler)
- Coscoi (Köşkköy)
- Curubaxe (Kurubaş)
- Dilcaia (Dilkaya)
- Doanlar (Doğanlar)
- Donemeche (Dönemeç)
- Elmaleque (Elmalık)
- Emimpaxa (Eminpaşa)
- Enguinsu
- Erdenquente (Erdemkent)
- Erenquente (Erenkent)
- Essentepe (Esentepe)
- Esquijami (Eskicamii)
- Golcaxe (Gölkaşı)
- Ieni (Yeni)
- Ienicami (Yenicamii)
- Mulque (Mülk)
- Xabanie (Şabaniye)
- Selacatine Eiubi (Selahattin Eyyubi)
- Supecane (Süphan)
- Tasconaque (Taşkonak)

## Transporte
A cidade de Edremite está conectada a Vã a leste e a Guevaxe a oeste pela estrada estadual D.300. Possui um cais de desembarque para balsas que atravessam o Lago de Vã.